# Helena Ranaldi
Helena Ranaldi Nogueira (São Paulo, 24 de mayo de 1966) es una actriz brasileña.

## Biografía
A la edad de diez años, ya mostró su interés artístico de la actriz espejo jugando a la madre.
Más tarde, comenzó a hacer algunos trabajos como modelo y anuncios de televisión. Esa carrera dio un giro más serio cuando se ubicó entre los cinco finalistas del Supermodel of the World - Paso de Brasil de 1989, patrocinado por los modelos de clase y Ford Models americano (el primero de ese año fue el modelo Adriana de Oliveira). Con el dinero que ganaba, tomó un curso de teatro. Desde los 23 años, se mudó a São Paulo a Río de Janeiro, con el fin de seguir su carrera artística.

## Vida personal
La actriz estaba casada con Ricardo Waddington, director de telenovelas y series de Globo TV, con quien vivió diez años y tuvo un hijo, Pedro. La pareja se separó en enero de 2004. Según ellos, se llevan muy bien y el motivo de su separación, y el consiguiente divorcio, fue un alejamiento natural del uno del otro.

## Filmografía

### Televisión
| Año  | Título                             | Personaje                                  |
| ---- | ---------------------------------- | ------------------------------------------ |
| 1990 | A História de Ana Raio e Zé Trovão | Stefânia                                   |
| 1991 | Amazônia                           | Andréa                                     |
| 1992 | Despedida de soltero               | Nina Salgado                               |
| 1993 | Você Decide, A Sangue Frio         |                                            |
| 1993 | Terça Nobre Especial, Lucíola      |                                            |
| 1993 | Ojo en el ojo                      | Malena                                     |
| 1994 | Você Decide, Copacabana            |                                            |
| 1994 | Cuatro por cuatro                  | Mércia / Suzana Sales                      |
| 1995 | Você Decide, Paixão Bandida        |                                            |
| 1995 | Explode Coração                    | Larissa                                    |
| 1996 | Anjo de Mim                        | Joana                                      |
| 1998 | Mulher                             | Marília                                    |
| 1999 | Andando nas Nuvens                 | Lídia Libion                               |
| 2000 | Lazos de familia                   | Cíntia Martins                             |
| 2001 | La presencia de Anita              | Lúcia Helena Reis                          |
| 2002 | Corazón de estudiante              | Clara Gouveia                              |
| 2003 | Mujeres apasionadas                | Raquel de Almeida Trindade                 |
| 2004 | Um Só Coração                      | Lídia Rosemberg                            |
| 2004 | Señora del destino                 | Yara Steiner                               |
| 2005 | Carga Pesada, Vem Dançar           | Vitória                                    |
| 2006 | Páginas de la vida                 | Márcia Fragoso Martins de Andrade Pinheiro |
| 2008 | La favorita                        | Dedina Barreto                             |
| 2010 | Malhação                           | Tereza Marins                              |
| 2012 | Fina estampa                       | Chiara Passareli                           |
| 2014 | La sombra de Helena                | Verônica Saldanha                          |